# سيدي حسين (إقليم خنيفرة)
 سيدي حسين  (بالإنجليزية: SIDI HCINE)‏ هي جماعة قروية تابعة لإقليم خنيفرة ضمن جهة مكناس تافيلالت بالمغرب. بلغ مجموع عدد سكان  سيدي حسين  حسب إحصاءات 2004 حوالي 3614 نسمة يعيشون في 597 أسرة.